# Tropical (griechische Automarke)
Tropical S.A. ist ein griechischer Hersteller von Fahrzeugen aus Athen. Produziert werden Kleinstwagen, Motorroller sowie Wasserstoffantriebe für Busse und Generatoren.

## Geschichte
Das Unternehmen wurde 1976 unter dem Namen Alfa als Karosseriebau-Unternehmen gegründet, das im Auftrag von ELBO Busse fertigte. Mit dem Ende der Busproduktion plante das Unternehmen, die freigewordenen Kapazitäten für die Herstellung eines Kleinwagens zu nutzen, was aufgrund der geringen Nachfrage unterblieb. Das Unternehmen wurde in Tropical umbenannt und konzentrierte sich ab 1991 auf die Entwicklung und Produktion von Systemen für alternative Antriebe. Im November 2007 erfolgte die Präsentation der ersten windkraftbetriebenen Wasserstofftankstelle. Im Januar 2008 zeichnete Bill Gates das Unternehmen für seine Wasserstofffahrzeuge aus. Im gleichen Jahr wurde ein neuer Kleinwagen präsentiert, der Teile des Smart Fortwo benutzte.

## Produkte
- Greenoutboard (Außenbord-Motor)
- Fuell Cell Greenscooter (Motorroller)
- Fuell Cell City Car (Kleinstwagen)
- Fuell Cell Tourbus (Kleinbus)
- Fuell Cell Minibus (Bus von ELBO, nur der Antrieb)